# 3.0 (Safri Duo-album)
3.0 er et studiealbum fra den danske percussionduo Safri Duo. Det blev udgivet den 29. september 2003. Det modtog to ud af seks stjerner i musikmagasinet GAFFA.
Førstesinglen "Fallin' High" blev nummer ét på den danske hitliste. "All the People in the World" nåede #19 i Sverige. Albummet toppede som #2 i Danmark og nåede #74 i Schweiz. Det solgte platin i Danmark, og på verdensplan blev der solgt en halv million eksemplarer. Albummet blev genudgivet i 20. september 2004 som et dobbelt-album under titlen 3.5, med tre nye numre og en ekstra CD med remix-udgaver.

## Spor
1. "Fallin' High" - 5:58
2. "The Moonwalker" - 5:08
3. "Rise" - 7:10
4. "All the People in the World" (featuring Clark Anderson) - 3:40
5. "Marimba Dreams" - 2:25
6. "Amazonas" - 6:15
7. "Agogo Mosse" (featuring Clark Anderson) - 4:31
8. "Laarbasses" (featuring Clark Anderson) - 5:14
9. "Bombay Vice" - 4:52
10. "Prelude" - 6:11

### 3.5
| 1.  | "Rise (Leave Me Alone)" (featuring Clark Anderson)       | Morten Friis, Uffe Savery, Michael Parsberg, Søren Rasted, Andrea Martin                       | 3:52 |
| 2.  | "Ritmo de la Noche" (featuring Clark Anderson)           | Alex Christensen, Bela Lagonda, Alberto Hauss, Adrienne Anderson, Harry Castioni, Jeff Wycombe | 3:03 |
| 3.  | "All the People in the World" (featuring Clark Anderson) | Remee, Friis, Savery, Parsberg                                                                 | 3:42 |
| 4.  | "Amazonas"                                               | Friis, Savery, Parsberg                                                                        | 6:17 |
| 5.  | "Fallin' High"                                           | Klas Wahl, George Nakas, Francis Weyer, Douglas Lucas, Friis, Savery, Parsberg                 | 5:59 |
| 6.  | "The Moonwalker"                                         | Friis, Savery, Parsberg                                                                        | 5:10 |
| 7.  | "Marimba Dreams"                                         | Friis, Savery                                                                                  | 2:28 |
| 8.  | "Agogo Mosse" (featuring Clark Anderson)                 | Lucas, Clark Anderson, Friis, Savery, Parsberg                                                 | 4:32 |
| 9.  | "Laarbasses" (featuring Clark Anderson)                  | Anderson, Friis, Savery, Parsberg                                                              | 5:14 |
| 10. | "Bombay Vice"                                            | Friis, Savery, Parsberg                                                                        | 4:52 |
| 11. | "Prelude"                                                | Friis, Savery, Parsberg                                                                        | 6:13 |
| 12. | "Knock on Wood" (featuring Clark Anderson)               | Eddie Floyd, Steve Cropper                                                                     | 4:09 |

| 1.  | "A Visit from the Zoo" (Safri Duo Medley)                                            | 9:48 |
| 2.  | "Ritmo de la Noche" (featuring Clark Anderson) (extended version)                    | 6:14 |
| 3.  | "Rise (Leave Me Alone)" (featuring Clark Anderson) (extended version)                | 5:53 |
| 4.  | "Rise (Leave Me Alone)" (featuring Clark Anderson) (ATN remix)                       | 7:00 |
| 5.  | "Rise (Leave Me Alone)" (featuring Clark Anderson) (Airbase Damage remake)           | 9:53 |
| 6.  | "All The People in the World" (featuring Clark Anderson) (Copenhagen Clubbers remix) | 7:21 |
| 7.  | "All The People in the World" (featuring Clark Anderson) (F&W remix)                 | 7:40 |
| 8.  | "Fallin' High" (Artificial Funk remix)                                               | 8:55 |
| 9.  | "Fallin' High" (Steve Murano remix)                                                  | 8:12 |
| 10. | "Fallin' High (Groove Electronic Remix)" (Steve Murano remix)                        | 5:53 |